# ویرا (ترانه)
«ویرا» (به انگلیسی: vera)، ترانه‌ای از گروه موسیقی پراگرسیو راک بریتانیایی پینک فلوید است. این ترانه در قالب آلبوم دیوار در سال ۱۹۷۹ عرضه شد.
نام این ترانه به ویرا لین خواننده بریتانیایی و ترانه معروف او «دوباره همدیگر را خواهیم دید» در زمان جنگ جهانی دوم اشاره دارد. راجر واترز (پینک، شخصیت خیالی آلبوم) پدر خود را در جنگ از دست داده و با پرسیدن سؤال کنایه‌آمیز: ویرا چه به سرت آمده؟ به ناپدید شدن ویرا لین، همانند قولی که داده بود و از دست رفتن امید اشاره دارد.
مکالمهٔ آغازین (کدوم جهنمی هستی سیمون؟)و جلوه‌های صوتی ترانه مربوط به فیلم نبرد بریتانیا (۱۹۶۹) می‌باشد.
نسخه فیلم آلبوم دیوار پینک فلوید، با یکی از ترانه‌های ویرا لین با عنوان «پسر کوچولویی که بابانوئل فراموش کرده بود» آغاز می‌شود. این ترانه در مورد پسر بچه‌ای (راجر واترز) است که پدر ندارد.
اجرای زنده آلبوم دیوار نیزدر بخش اول با ترانه «دوباره همدیگر را خواهیم دید» به جای ترانه «بیرون دیوار» در آلبوم آغاز می‌شود.
بتازگی راجر واترز در تور اجرای زنده نیمه تاریک ماه در سال ۲۰۰۶ و ۲۰۰۷ باری دیگر این ترانه را اجرا کرده‌است.